# Australomimetus catulli
Australomimetus catulli là một loài nhện trong họ Mimetidae.
Loài này thuộc chi Australomimetus. Australomimetus catulli được miêu tả năm 1989 bởi Heimer.